# Brett Butler
Brett Butler, nata Brett Anderson (Montgomery, 30 gennaio 1958) è un'attrice e scrittrice statunitense.

## Biografia
Brett Butler è conosciuta principalmente per la sua partecipazione alla serie televisiva Grace Under Fire.

## Filmografia

### Cinema
- Bruno, regia di Shirley MacLaine (2000)
- Militia, regia di Jim Wynorski (2000)
- The Comedian, regia di Taylor Hackford (2016)
- Friday's Child, regia di A.J. Edwards (2018)

### Televisione
- Dolly – serie TV, episodio 1x15 (1988)
- Grace Under Fire – serie TV, 112 episodi (1993-1998)
- The Larry Sanders Show – serie TV, episodio 4x11 (1995)
- The Drew Carey Show – serie TV, episodio 2x18 (1997)
- Ellen – serie TV, episodio 4x19 (1997)
- Mrs. Harris, regia di Phyllis Nagy – film TV (2005)
- Pipistrelli vampiro (Vampire Bats), regia di Eric Bross – film TV  (2005)
- My Name Is Earl – serie TV, episodio 1x10 (2005)
- Febbre d'amore (The Young and the Restless) – serial TV, 9 puntate (2012)
- Anger Management – serie TV, 38 episodi (2012-2014)
- The Leftovers - Svaniti nel nulla (The Leftovers) – serie TV, episodi 2x05-3x02 (2015-2017)
- Le regole del delitto perfetto (How To Get Away With Murder) – serie TV, episodi 3x05-3x06-3x09 (2016)
- The Walking Dead – serie TV, 6 episodi (2018-2019)

## Opere
- Knee Deep in Paradise (1996)

## Doppiatrici italiane
Nelle versioni in italiano dei suoi film, Brett Butler è stata doppiata da:
- Flavia Fantozzi in Anger Management
- Stefanella Marrama in The Walking Dead
- Graziella Polesinanti in The Morning Show